# Марія Ґаетана Аньєзі
Марія Ґаетана Аньєзі (італ. Maria Gaetana Agnesie; 16 травня 1718 — 9 січня 1799) — італійська вчена, математик та філософ.
Їй приписують авторство першої книги, в якій обговорюється як диференціальне числення, так і інтегральне числення. Була почесним членом факультету в Болонському університеті.
Останні чотири десятиліття свого життя присвятила вивченню богослов'я (особливо патристики), благодійній діяльності та служінню бідним. Власний будинок використовувала для допомоги хворим, влаштувавши в ньому лікарню.

## Життєпис
Марія Ґаетана Аньєзі народилася в Мілані, в багатій та освіченій родині П'єтра Аньєзі — професора математики Болонського університету. Останній, бажаючи підняти статус родини через входження її до міланської вельможності, одружився в 1717 році з Ганною Фортунаті Бривіо. По смерті матері Марія відмовилась від участі у світському житті та взяла на себе зобов'язання піклуватись про сім'ю.

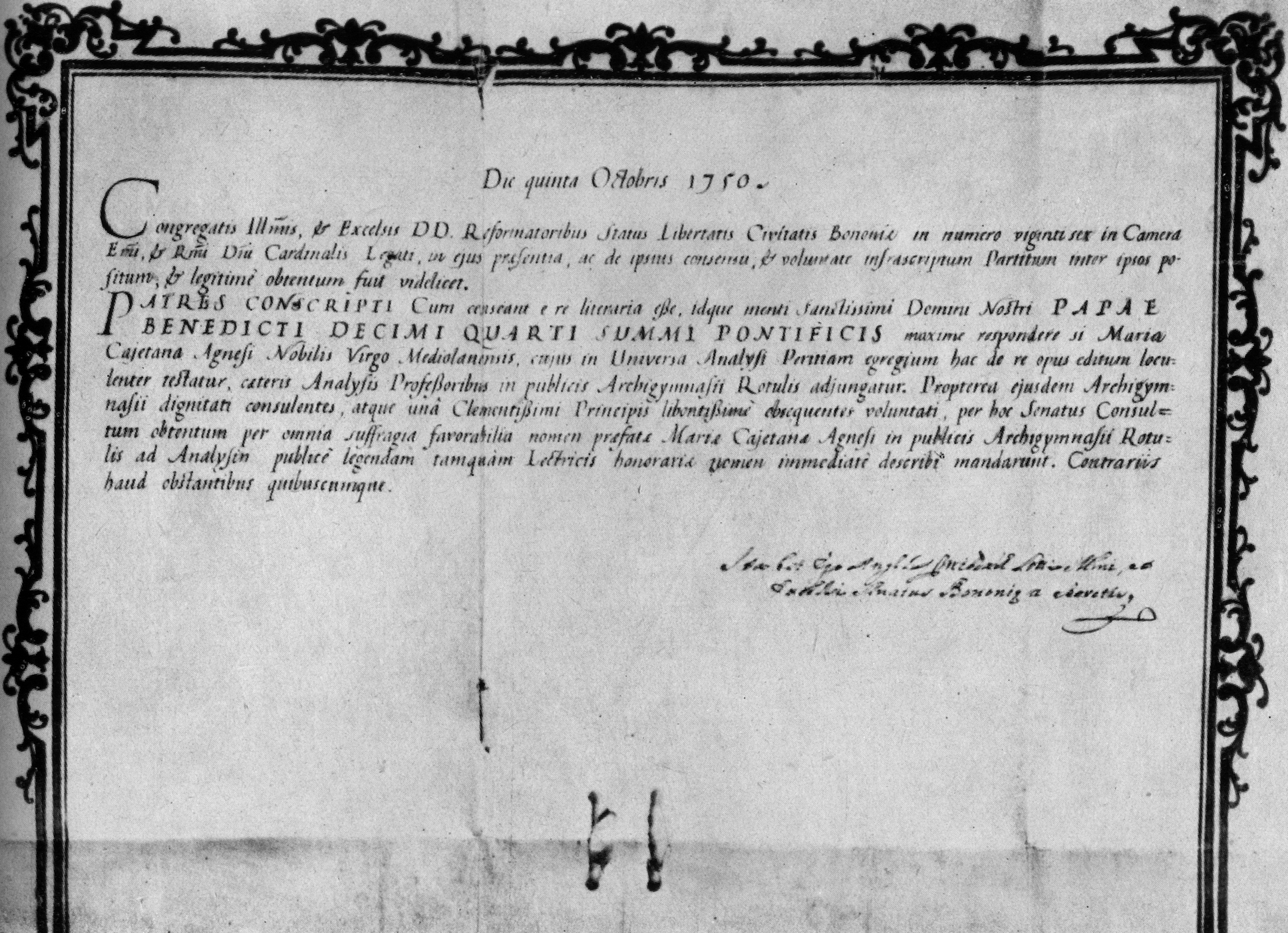
Диплом Аньєзі, виданий Болонським університетом

Марію рано визнали надзвичайно розвиненою. Вже з 5 років вона розмовляла італійською та французькою мовами, а з одинадцяти володіла грецькою, іспанською, німецькою, латинською та івритом від чого її почали називати «семимовним оратором». Одночасно вона займалась освітою своїх молодших братів. У дев'ять років написала та виголосила годинну промову латиною, в котрій зверталась до деяких найвидатніших інтелектуалів сучасності. Ця промова стосувалась прав жінок на здобуття освіти.
У 12 років Аньєзі почала страждати від невідомої хвороби, нібито спричиненої її надмірним потягом до навчання. Щоб позбутись недуги, лікар приписав їй енергійні танці та їзду верхи. Однак це лікування їй не допомогло — почали з'являтись надмірні судоми, після чого довелось вести більш поміркований спосіб життя. У віці чотирнадцяти років почала вивчати балістику та геометрію. У п'ятнадцять батько став регулярно запрошувати її в гості до найбільш освічених людей Болоньї, яким вона читала свої тексти та дискутувала про нюанси найважчих для розуміння філософських питань. У 1738 році, після її фінального виступу, де вона захистила 190 тезисів, опис цих зустрічей було опубліковано її батьком в книгах Lettres sur l'Italie та Propositiones Philosophicae. Але за своєю натурою Марія була дуже сором'язливою і не любила цих зустрічей.
Батько Марії ще двічі одружувався після смерті першої дружини, відтак у родині було 23 дітей, зведених братів та сестер, серед яких Марія була старшою. На додачу до своїх виступів та уроків її обов'язком було вчити своїх братів та сестер, що заважало здійсненню її власної мети. Марія була достатньо релігійною людиною і мріяла про служіння в монастирі. Батько ж не бажав своїй дочці такого майбутнього, хоча й дозволяв вести напівчернече життя, котре давало змогу частково уникати взаємодії зі суспільством та присвячувати себе вивченню математики. Протягом цього часу Марія вивчає як диференціальне так і інтегральне числення. Філософи-колеги вважали Марію надзвичайно вродливою, а її сім'я була визнана однією з найбагатших у Мілані. Марія стала професором Болонського університету.

## Внесок у математику

### Instituzioni analitiche

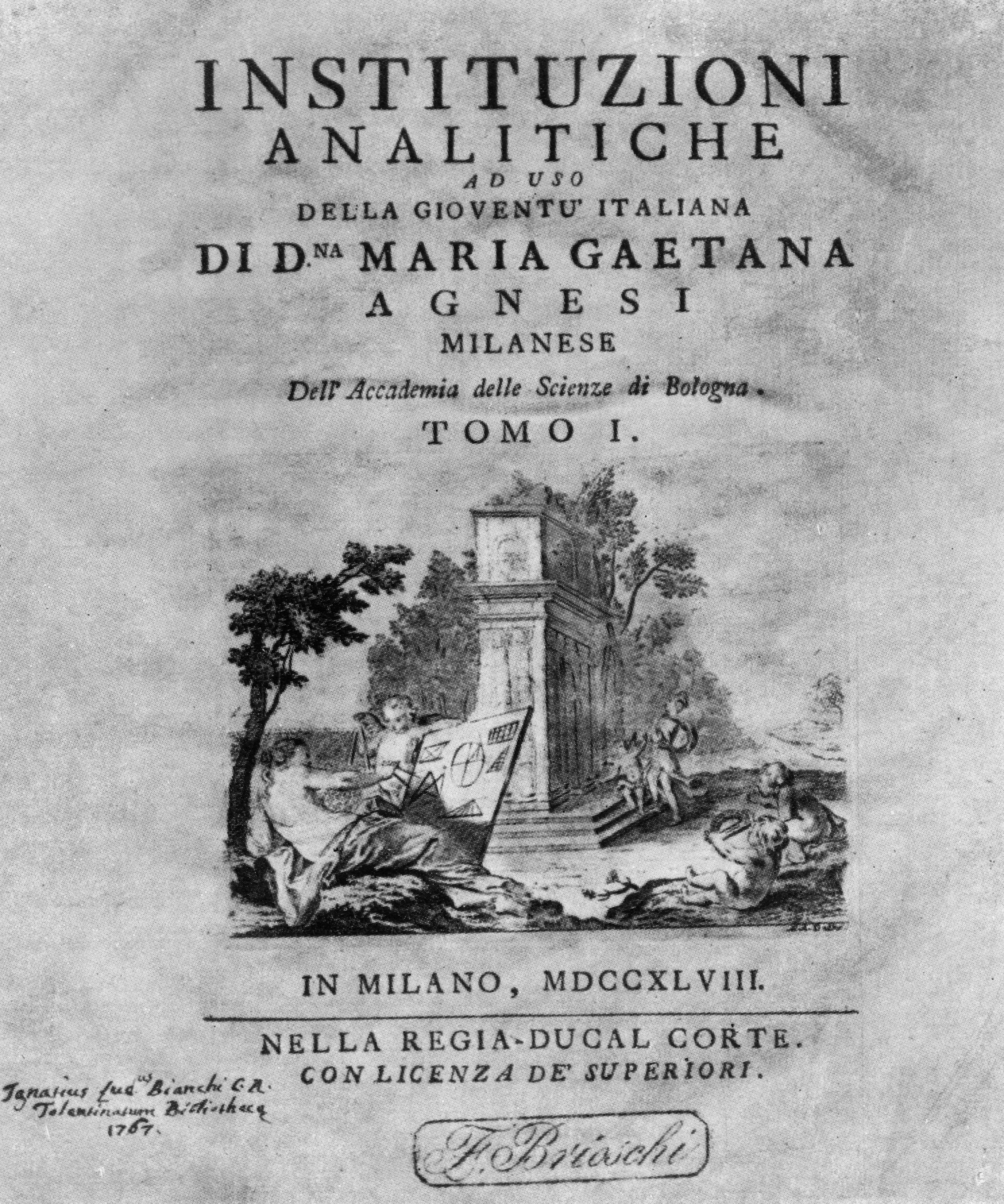
Перша сторінка Instituzioni analitiche («Основи аналізу») (1748)

Найзначнішим результатом праці Марії Аньєзі була Instituzioni analitiche ad uso della gioventu italiana, яка була опублікована 1748 року в Мілані. Книга «вважалась найкращим вступом до Ейлера серед наявних робіт.» Працювала над інтеграцією математичного аналізу з алгеброю. В цій праці, зокрема, довела, що будь-яке кубічне рівняння має три корені. Перший том праць був присвячений аналізу методом скінченних різниць, а другий — нескінченно малим величинам. Переклад P. T. д'Антельмі другого тому на французьку з доповненнями Чарльза Боссута (1730—1814) був опублікований у Парижі в 1775 році; переклад англійською Analytical Institutions, виконаний Джоном Колсоном (1680—1760), Лукасівським професором математики в Кембриджському університеті та «перевірений» Джоном Геллінсом, був опублікований у 1801 року за підтримки барона Мазереса Робота була присвячена імператриці Марії Терезії, яка віддячила Аньєзі подарунком — перснем з діамантом та приватним листом. Багато хто хвалив її роботу, в тому числі Папа Бенедикт XIV, який надіслав їй хвалебного листа разом із золотим вінком та золотою медаллю.

#### Локон Аньєзі

Локон Аньєзі

В Instituzioni analitiche серед іншого, обговорювалась крива, яка раніше вивчалася П'єром Ферма та Гвідо Гранді. Гранді назвав криву versoria латинню а також versiera — італійською, що породило каламбур: versoria це морський термін — шкот, в той час versiera/aversiera означає «відьма», а Adversarius перекладається з латині як псевдонім диявола. Серед інших версій, те, що після перекладів та публікацій «Основ аналізу» крива стала відома як «Відьма Аньєзі».

### Інше

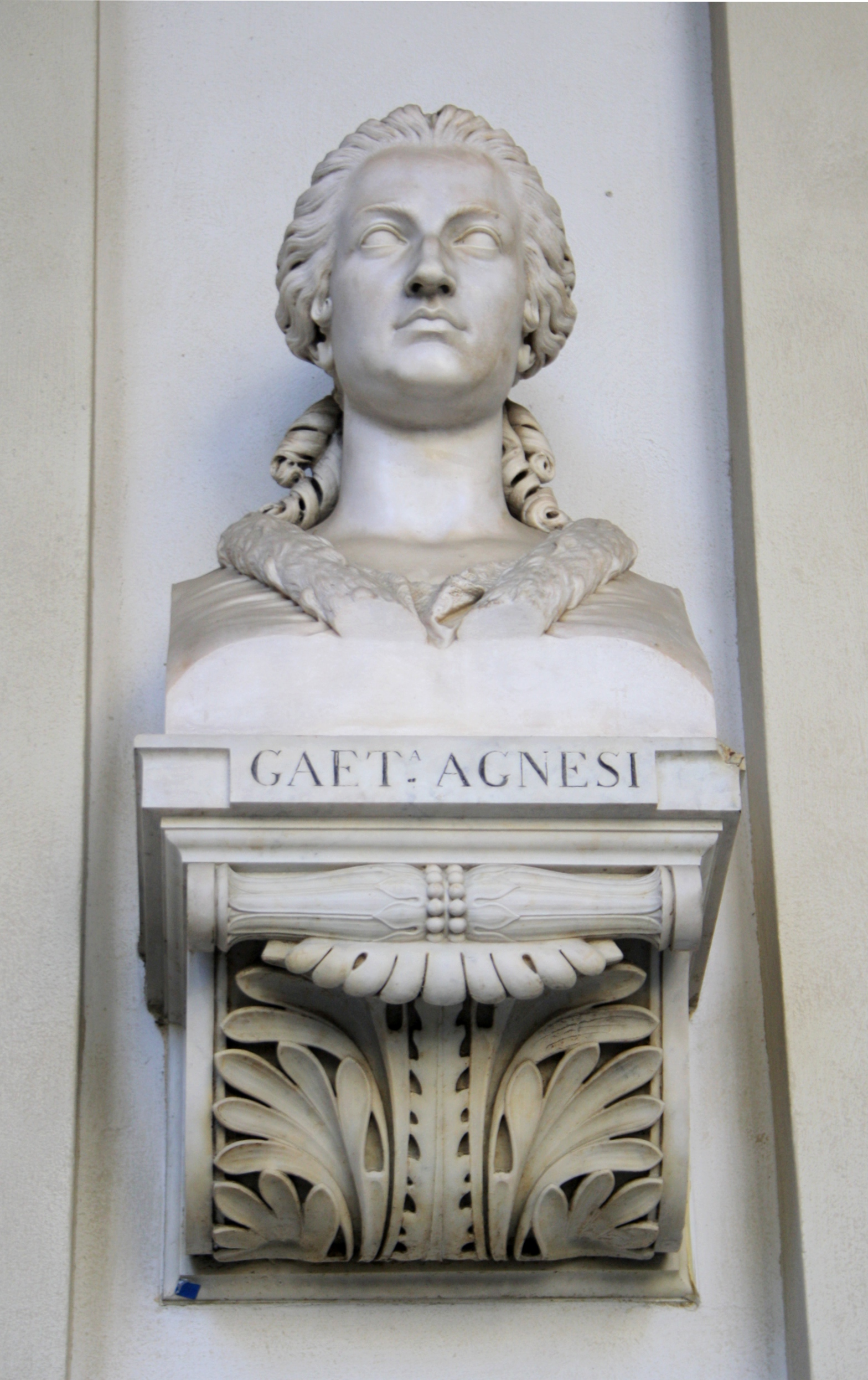
Бюст Марії Ґаетани Аньєзі в Мілані.

Аньєзі також написала коментар до Traite analytique des sections coniques du marquis de l'Hopital, який, хоча і був високо оцінений, та не публікувався.
На її честь названо кратер на Венері та астероїд 16765 Аньєзі.

## Пізнє життя
У 1750 р., коли її батько хворів, Марія Аньєзі була призначена Папою Бенедиктом XIV на кафедру математики, натурфілософії та фізики Болоньї, хоча останнім вона ніколи так і не скористалась. Була другою жінкою, яка здобула ступінь професора університету, першою здобула Лаура Бассі. У 1751 р., вчергове захворіла і заборонила лікарям оглядати себе. Після смерті батька, в 1752 р. здійснила свою давню мрію: присвятила себе вивченню богослов'я (особливо патристиці) та служінню бідним, бездомним та хворим. Також роздавала бідним власні подарунки та шукала гроші на нові пожертвування. У 1783 р. заснувала в Мілані та стала директором Opera Pia Trivulzi — будинку для літніх людей, де жила, як черниця.